# Shield Portable
De Shield Portable (voorheen bekend als de Nvidia Shield) is een draagbare spelcomputer (handheld) die door hardwarefabrikant NVIDIA is ontwikkeld, en is uitgekomen op 31 juli 2013.
De oorspronkelijke naam was Shield of Nvidia Shield, maar sinds het uitkomen van de Shield Tablet is de spelcomputer hernoemd naar Shield Portable.
De spelcomputer heeft een Tegra 4 system-on-a-chip (SoC) en draait op het vrije besturingssysteem Android. De console is voorlopig enkel te koop in de Verenigde Staten, Canada en Engeland.

## Mogelijkheden
Via Nvidia's GameStream-pakket worden computerspellen gestreamd vanaf een desktop pc die is uitgerust met een GeForce GTX videokaart. Met de Android 4.4.2 update wordt de optie Console Mode toegevoegd, waarmee een Shield Portable met een tv kan worden verbonden en bestuurd met een Wifi direct controller.
Naast de spellen die beschikbaar zijn via Nvidia's eigen TegraZone en de GeForce NOW service, heeft de Shield Portable ook toegang tot Google Play.

## Specificaties
- Processor/grafische engine: ARM quad-core Tegra 4-processor
- Geheugen: 16 GB (opslag)
- Audio: ingebouwde luidsprekers
- Video-uitvoer: 720p-, 1080p- of 4K-resolutie
- Beeldscherm: lcd-aanraakscherm van 12,7 cm (diagonaal), resolutie van 1280x720 pixels
- Geheugenkaarten: microSD
- Poorten: HDMI-uitgang, USB 2.0, hoofdtelefoon
- Netwerk: 802.11b/g/n, bluetooth 3.0
- Batterij: lithium-ionbatterij met een vermogen van 28,8 Wh
- Gewicht: 579 g
- Afmetingen: 157 x 135 x 55,8 mm (lxbxh)[4]